# Adrien Dollfus
Pour les articles homonymes, voir Dollfus.
Adrien Frédéric Jules Dollfus est un zoologiste français spécialisé dans l'étude des isopodes, né le 21 mars 1858 à Dornach (aujourd'hui quartier de Mulhouse) et mort le 19 novembre 1921 à Paris.

## Biographie
Petit-fils de l'industriel alsacien Jean Dollfus, il s'intéresse très jeune aux sciences naturelles et obtient une licence es-sciences. Il se passionne tout d'abord pour la botanique puis la conchyliologie et l'entomologie et devient un spécialiste des isopodes.
De 1872 à 1914 il est directeur de publication de la Feuille des jeunes naturalistes créée en 1870 par Ernest Dollfus (°1852 - †1872) à Dornach et transférée en 1871 à Paris.
Membre dès 1876 de la Société botanique de France, il l'est également de la Société d'étude des sciences naturelles d'Elbeuf ainsi que de la Société zoologique de France dont il est membre fondateur en 1876 et qu'il préside en 1912.
Le fonds Adrien Dollfus est déposé au Muséum national d'histoire naturelle.

## Distinctions
- Société académique de l'Aube : Membre correspondant, 1881-1921.
- Société botanique de France : membre, 1876-1921.
- Société d'étude des sciences naturelles d'Elbeuf : membre.
- Société nationale de protection de la Nature : membre de la Société nationale d'acclimatation de France, 1890-1921.
- Société zoologique de France : membre fondateur puis président, 1876-1921.

## Liste de taxa décrits
- Agabiformius orientalis Dollfus 1905
- Agabiformius spatula Dollfus 1905
- Armadillidium album Dollfus 1887
- Armadillidium apfelbecki Dollfus 1896
- Armadillidium bifidum Dollfus 1905
- Armadillidium esterelanum Dollfus 1887
- Armadillidium scabrum Dollfus 1892
- Armadillidium simoni Dollfus 1887
- Armadillidium sordidum Dollfus 1887
- Armadilloniscus cecconii Dollfus 1905
- Caecosphaeroma Dollfus 1896
- Caecosphaeroma burgundum Dollfus 1898
- Caecosphaeroma faucheri Dollfus & Viré 1900
- Caecosphaeroma virei Dollfus 1896
- Chaetophiloscia cellaria Dollfus 1884
- Chaetophiloscia elongata Dollfus 1884
- Ctenorillo ausseli Dollfus 1893
- Ctenoscia minima Dollfus 1892
- Halophiloscia guernei Dollfus 1887
- Haplophthalmus siculus Dollfus 1896
- Leptotrichus pilosus Dollfus 1905
- Lucasius albicornis Dollfus 1896
- Miktoniscus chavesi Dollfus 1889
- Nagurus cristatus Dollfus 1889
- Porcellio albicornis Dollfus 1896
- Porcellio alluaudi Dollfus 1893
- Porcellio amoenus Dollfus 1892
- Porcellio bolivari Dollfus 1892
- Porcellio canariensis Dollfus 1893
- Porcellio carinatus Dollfus 1905
- Porcellio debueni Dollfus 1892
- Porcellio expansus Dollfus 1892
- Porcellio gallicus Dollfus 1904
- Porcellio hispanus Dollfus 1892
- Porcellio laevissimus Dollfus 1898
- Porcellio magnificus Dollfus 1892
- Porcellio nicklesi Dollfus 1892
- Porcellio nigrogranulatus Dollfus 1892
- Porcellio normani Dollfus 1899
- Porcellio ovalis Dollfus 1893
- Porcellio piceus Dollfus 1896
- Porcellio pyrenaeus Dollfus 1892
- Porcellio spatulatus Dollfus 1905
- Porcellio spinipes Dollfus 1893
- Porcellionides barroisi Dollfus 1889
- Porcellionides rufocinctus Dollfus 1892
- Porcellionides stricticauda Dollfus 1893
- Proasellus coxalis Dollfus 1892
- Protracheoniscus major Dollfus 1903
- Sphaeromides raymondi Dollfus 1897
- Stenasellus virei Dollfus 1898
- Tiroloscia corsica Dollfus 1888
- Tiroloscia pyrenaica Dollfus 1897
- Venezillo canariensis Dollfus 1893